# 宮守駅
宮守駅（みやもりえき）は、岩手県遠野市宮守町下宮守にある、東日本旅客鉄道（JR東日本）釜石線の駅である。

## 歴史
花巻と釜石を鉄道連絡することを目指して建設された岩手軽便鉄道により1915年（大正4年）11月23日に岩根橋 - 柏木平間延伸と共に開業した。当初の軌間は762ミリメートルで特殊狭軌の軽便鉄道であった。1936年（昭和11年）8月1日に国有化されて鉄道省（国鉄）の駅となり、その後は鉄道省標準の1,067ミリメートル軌間への改軌工事が進められた。1943年（昭和18年）9月20日から1,067ミリメートル軌間での運行が開始されている。
1943年（昭和18年）に完成した駅舎が長らく使われ、1952年（昭和27年）には映画『激流』のロケ地ともなった。老朽化に伴い、2015年（平成27年）1月19日から取り壊し工事が始まり、新たに待合室・保線休憩所・倉庫などを収容した駅舎が同年4月2日に完成した。

### 年表

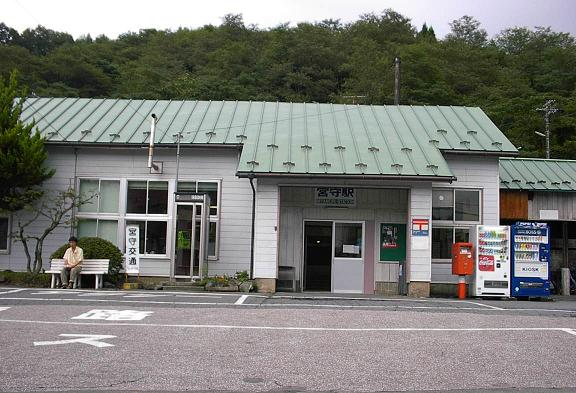
旧駅舎（2002年9月）

- 1915年（大正4年）11月23日：岩手軽便鉄道の駅として開業[2]。
- 1936年（大正15年）8月1日：岩手軽便鉄道の国有化により国鉄釜石線の駅となる[2]。
- 1943年（昭和18年）9月20日：1,067ミリメートル軌間への改軌工事完成[3]。
- 1944年（昭和19年）10月11日：国鉄釜石東線の開業に伴い、所属の路線名が釜石西線に変更となる[3]。
- 1950年（昭和25年）10月10日：国鉄釜石線の全通により、再び釜石線の駅となる[3]。
- 1970年（昭和45年）3月1日：貨物の取り扱いを廃止[6]。
- 1984年（昭和59年）2月1日：荷物の扱いを廃止[6]。
- 1985年（昭和60年）3月14日：駅員無配置駅となり[7]、出札業務のみ簡易委託化（運転要員は引き続き配置）。
- 1987年（昭和62年）4月1日：国鉄分割民営化によりJR東日本の駅となる[3]。
- 1993年（平成5年）10月1日：CTC化に伴い駅員の配置がなくなり、簡易委託駅となる[8]。宮守駅長廃止により、遠野駅長管理下となる。
- 2014年（平成26年）4月1日：無人化。
- 2015年（平成27年）
  - 1月19日：駅舎の解体工事が開始[4]。
  - 4月2日：新駅舎の供用を開始[5]。
- 2018年（平成30年）6月1日：遠野駅の業務委託化に伴い、北上駅長管理下となる。
- 2024年（令和6年）10月1日：えきねっとQチケのサービスを開始[1][9]。

## 駅構造
島式ホーム1面2線の列車交換可能な地上駅である。駅舎内に待合室がある。
北上駅管理の無人駅で、2014年（平成26年）3月までは遠野市が受託し、遠野商工会に再委託する簡易委託駅であった。宮守村が遠野市に合併する前は宮守村が受託し、宮守商工会に再委託していた。
ホームは駅舎より1段高い場所にあり、駅舎からホームまで地下通路を通る。ホームには連査閉そく式施行時代に使用されていた運転事務室が長らく残っていたが、2009年（平成21年）末に撤去され、小さい倉庫のみになった。
2015年（平成27年）から老朽化に伴い建て替え工事が行われ、従来の105平方メートルの駅舎は取り壊されて、新たに43平方メートルの待合所・保線休憩所・倉庫などを備えた駅舎が建設された。

### のりば
| ホーム | 路線    | 方向 | 行先           |
| ------ | ------- | ---- | -------------- |
| 駅舎側 | ■釜石線 | 上り | 花巻方面       |
| 反対側 | ■釜石線 | 下り | 遠野・釜石方面 |

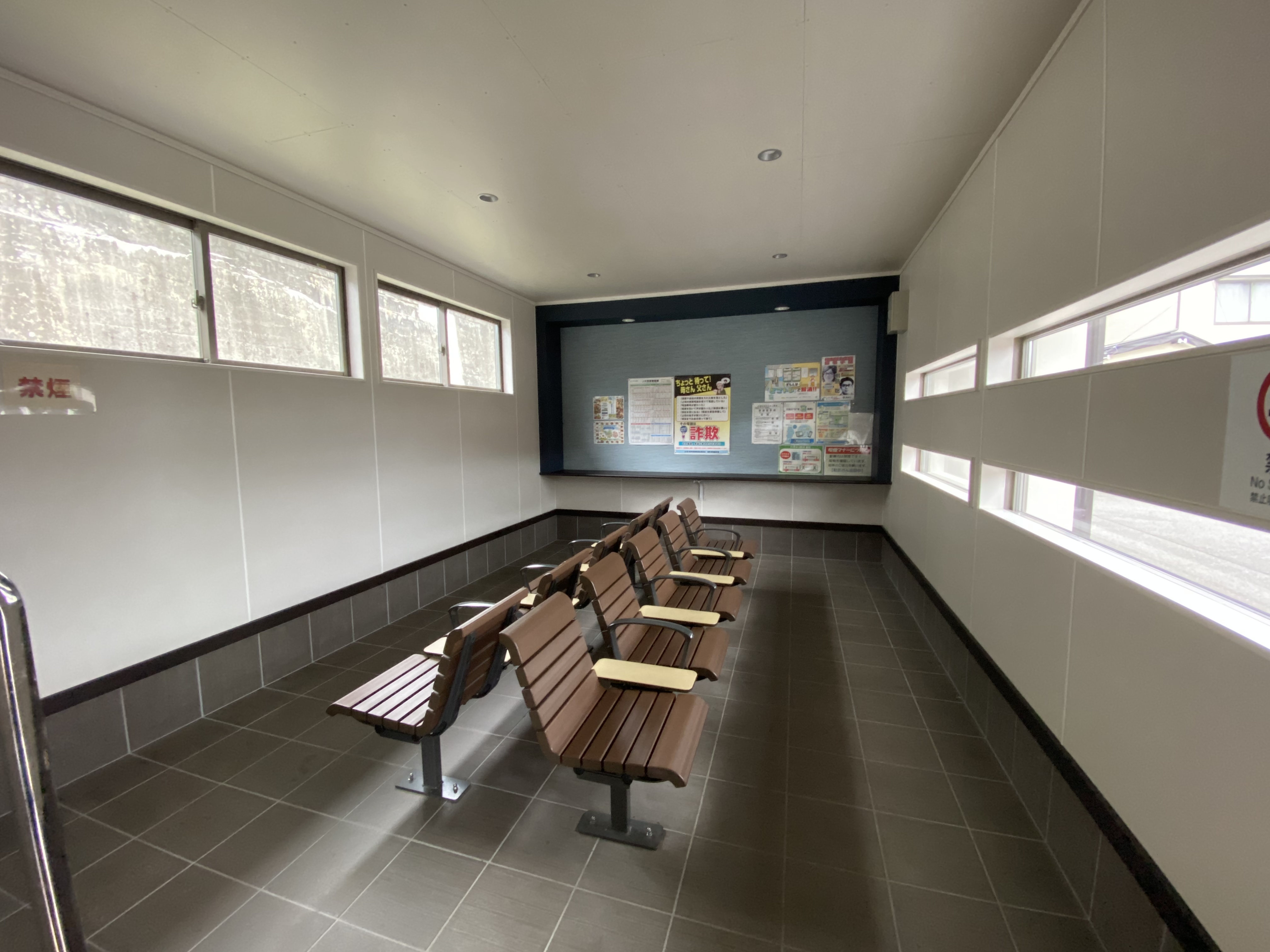
待合室（2021年8月）
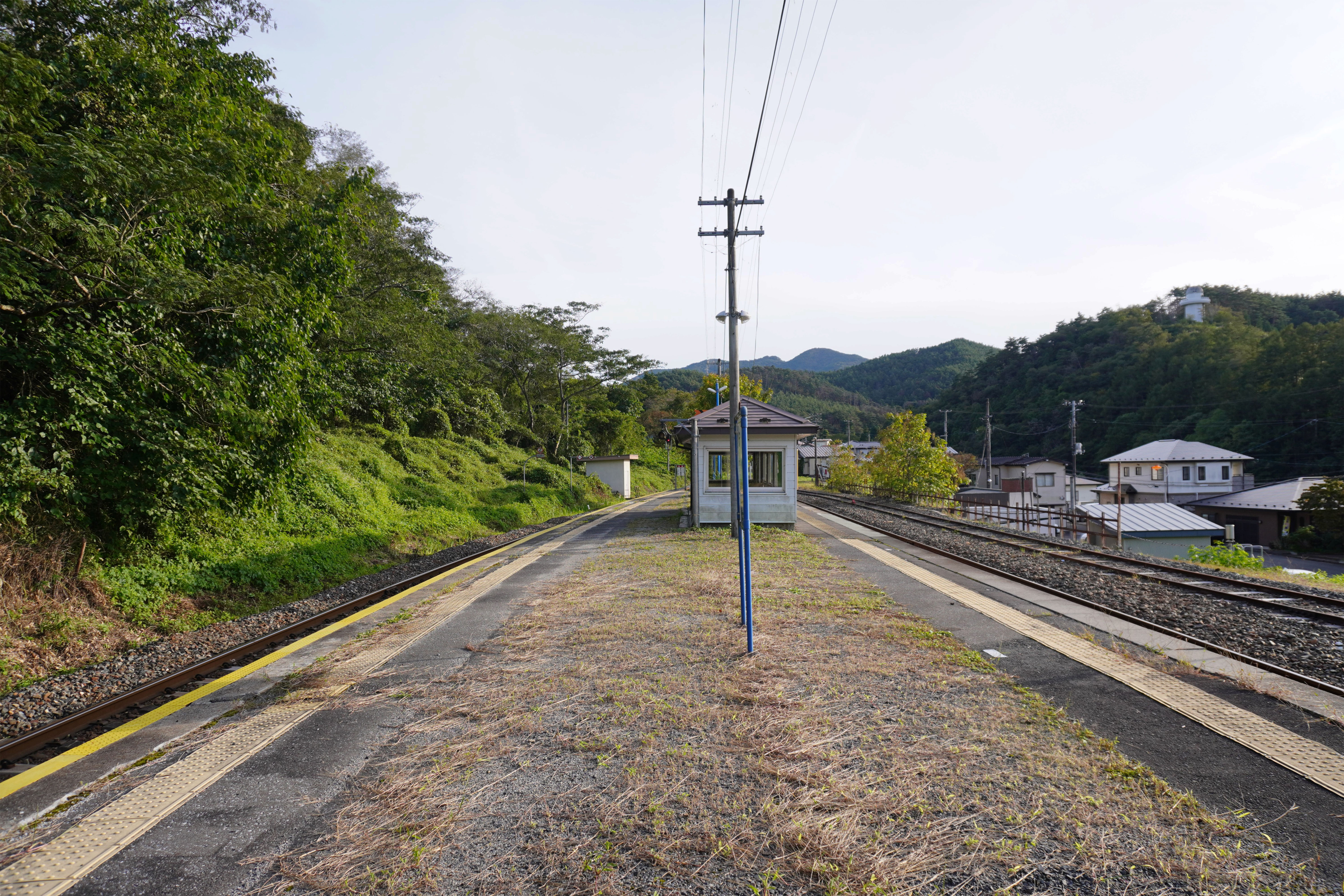
ホーム（2023年10月）
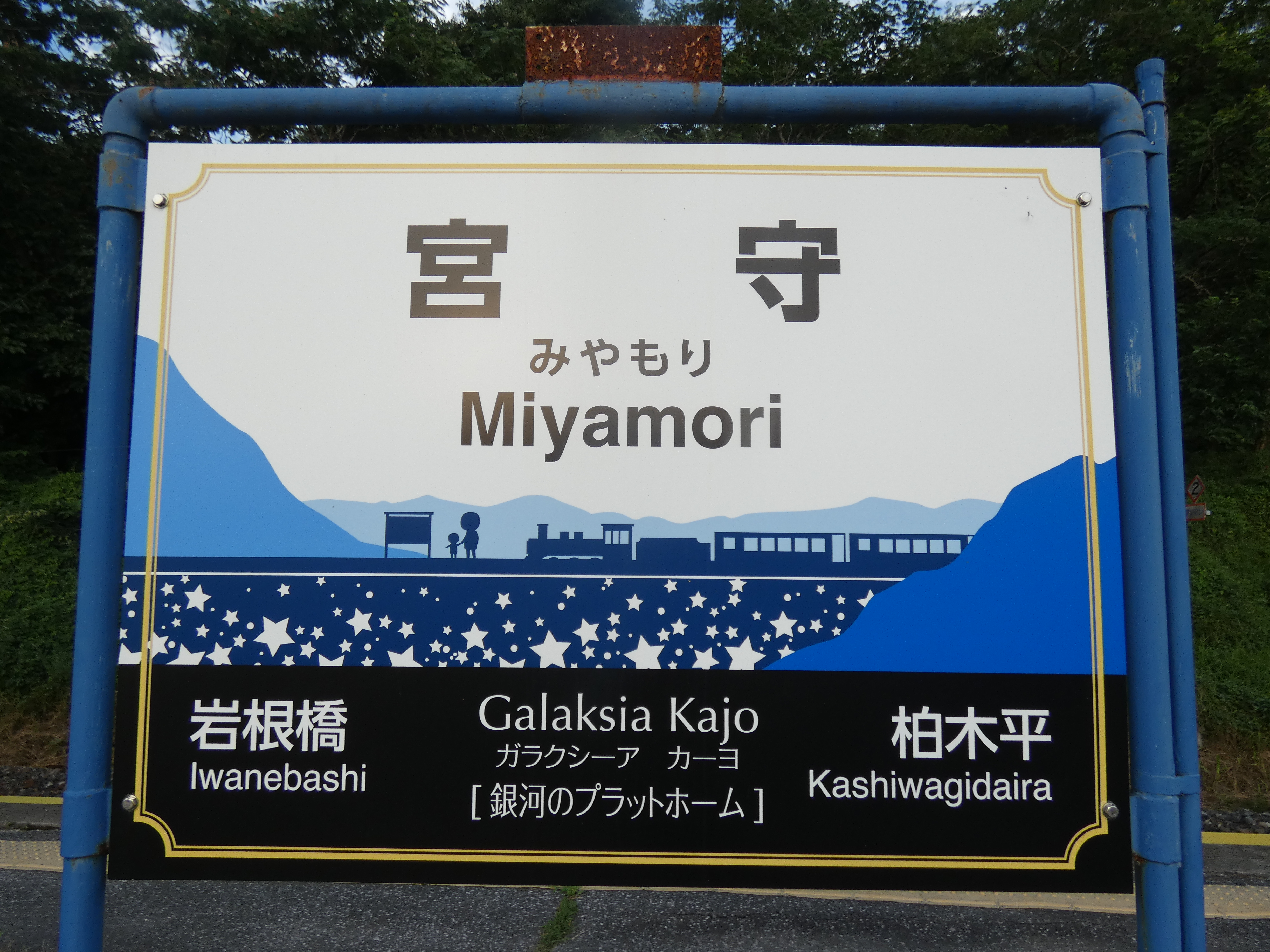
駅名標（2025年7月）

## 利用状況
JR東日本によると、2000年度（平成12年度）- 2015年度（平成27年度）の1日平均乗車人員の推移は以下のとおりであった。
| 1日平均乗車人員推移 | 1日平均乗車人員推移 | 1日平均乗車人員推移 | 1日平均乗車人員推移 | 1日平均乗車人員推移 |
| 年度                | 定期外              | 定期                | 合計                | 出典                |
| ------------------- | ------------------- | ------------------- | ------------------- | ------------------- |
| 2000年（平成12年）  |                     |                     | 279                 | [ 利用客数 1 ]      |
| 2001年（平成13年）  |                     |                     | 248                 | [ 利用客数 2 ]      |
| 2002年（平成14年）  |                     |                     | 236                 | [ 利用客数 3 ]      |
| 2003年（平成15年）  |                     |                     | 207                 | [ 利用客数 4 ]      |
| 2004年（平成16年）  |                     |                     | 203                 | [ 利用客数 5 ]      |
| 2005年（平成17年）  |                     |                     | 183                 | [ 利用客数 6 ]      |
| 2006年（平成18年）  |                     |                     | 189                 | [ 利用客数 7 ]      |
| 2007年（平成19年）  |                     |                     | 189                 | [ 利用客数 8 ]      |
| 2008年（平成20年）  |                     |                     | 173                 | [ 利用客数 9 ]      |
| 2009年（平成21年）  |                     |                     | 145                 | [ 利用客数 10 ]     |
| 2010年（平成22年）  |                     |                     | 128                 | [ 利用客数 11 ]     |
| 2011年（平成23年）  |                     |                     | 116                 | [ 利用客数 12 ]     |
| 2012年（平成24年）  | 25                  | 86                  | 111                 | [ 利用客数 13 ]     |
| 2015年（平成27年）  | 11                  | 85                  | 96                  | [ 利用客数 14 ]     |

## 駅周辺
- 銀河の森総合運動公園
- 岩手県道161号達曽部下宮守線
- 岩手県道178号下宮守田瀬線
- 国道283号
  - 岩手県交通「宮守駅口」停留所

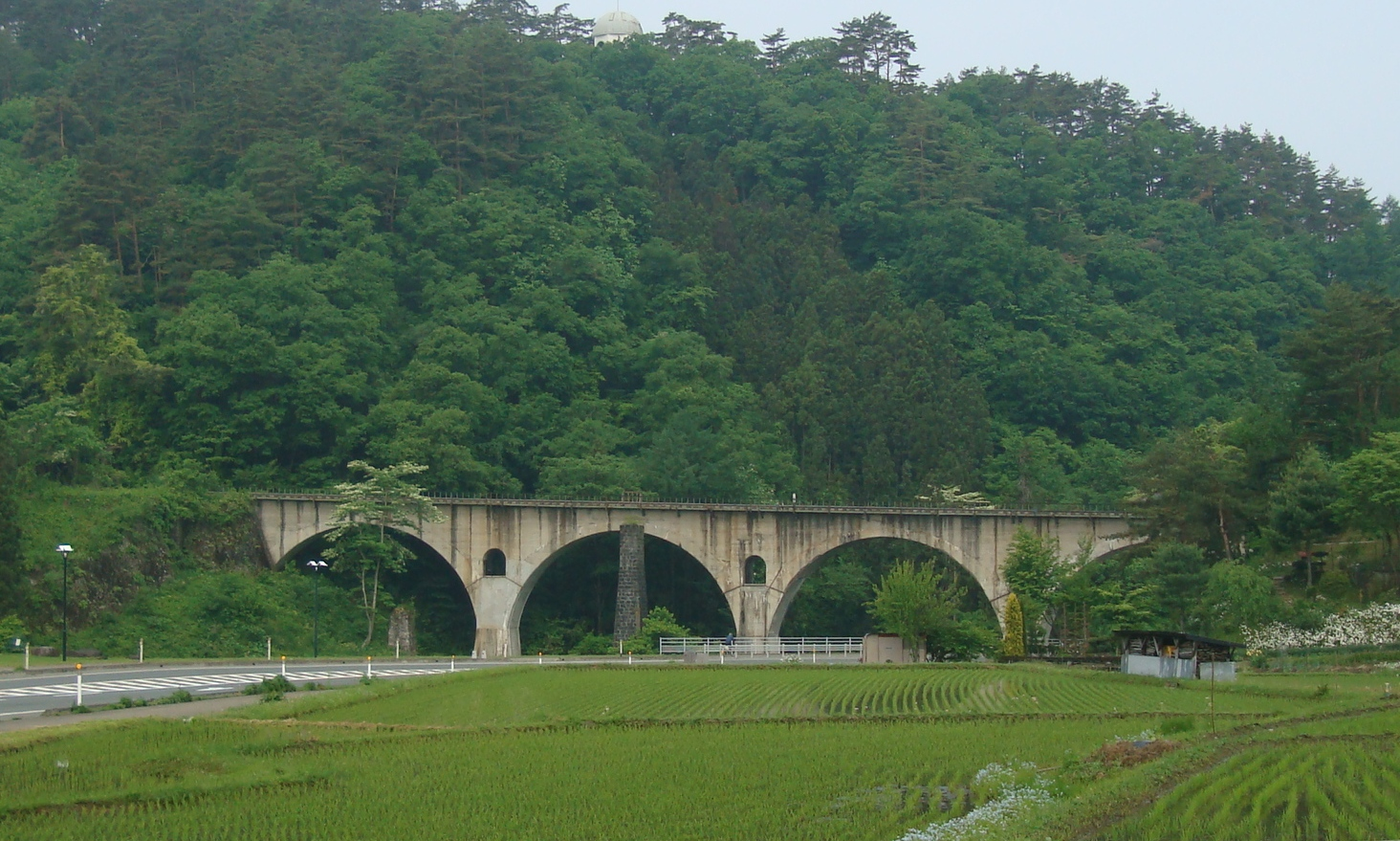
宮守川橋梁

- 遠野市役所 宮守総合センター（旧・宮守村役場）
- 宮守郵便局
- 遠野市立宮守小学校
- 宮守川橋梁 - 国道283号と宮守川に架かる釜石線の橋梁。2002年（平成14年）に土木学会選奨土木遺産に選定
- 道の駅みやもり

## その他
エスペラントによる「Galaksia Kajo」（ガラクシーア・カーヨ：銀河のプラットホーム）という愛称がついている。

## 隣の駅
東日本旅客鉄道（JR東日本）
■釜石線
□快速「はまゆり」
土沢駅 - 宮守駅 - （5・6号は鱒沢駅） - 遠野駅
■普通
岩根橋駅 - 宮守駅 - 柏木平駅

### 記事本文
1. 1 2 3 4 5  「駅の情報（宮守駅）：JR東日本」東日本旅客鉄道。2024年8月28日時点のオリジナルよりアーカイブ。2024年8月31日閲覧。
2. 1 2 3 4 5 6  『歴史でめぐる鉄道全路線 国鉄・JR』 通巻21号 釜石線・山田線・岩泉線・北上線・八戸線 10頁
3. 1 2 3 4 5  『歴史でめぐる鉄道全路線 国鉄・JR』 通巻21号 釜石線・山田線・岩泉線・北上線・八戸線 11頁
4. 1 2 3  「宮守駅、19日から改修工事 遠野、住民ら別れ惜しむ」『岩手日報』岩手日報社、2015年1月18日。オリジナルの2015年1月18日時点におけるアーカイブ。2015年1月24日閲覧。
5. 1 2  「新たな駅舎が完成 JR釜石線宮守駅 (PDF)」『宮守町地域づくりだより』宮守町地域づくり連絡会事務局、2015年4月15日、1面。2016年7月3日時点のオリジナル (PDF)よりアーカイブ。2016年1月31日閲覧。
6. 1 2  石野哲（編）『停車場変遷大事典 国鉄・JR編 Ⅱ』（初版）JTB、1998年10月1日、491-492頁。ISBN 978-4-533-02980-6。
7. ↑  「通報 ●福知山線石生駅ほか147駅の駅員無配置について（旅客局）」『鉄道公報号外』日本国有鉄道総裁室文書課、1985年3月12日、15-16面。
8. ↑  「JR釜石線自動制御に移行 7駅が無人化 地元に不満残したまま」『岩手日報』岩手日報社、1993年10月2日、夕刊、2面。
9. ↑  「Suicaエリア外もチケットレスで! 東北エリアから「えきねっとQチケ」がはじまります (PDF)」（プレスリリース）、東日本旅客鉄道、2024年7月11日。2024年8月11日閲覧。
10. 1 2  「JR東日本：駅構内図・バリアフリー情報（宮守駅）」東日本旅客鉄道。2024年4月11日閲覧。

### 利用状況
1. ↑  「JR東日本：各駅の乗車人員（2000年度）」東日本旅客鉄道。2025年7月15日閲覧。
2. ↑  「JR東日本：各駅の乗車人員（2001年度）」東日本旅客鉄道。2025年7月15日閲覧。
3. ↑  「JR東日本：各駅の乗車人員（2002年度）」東日本旅客鉄道。2025年7月15日閲覧。
4. ↑  「JR東日本：各駅の乗車人員（2003年度）」東日本旅客鉄道。2025年7月15日閲覧。
5. ↑  「JR東日本：各駅の乗車人員（2004年度）」東日本旅客鉄道。2025年7月15日閲覧。
6. ↑  「JR東日本：各駅の乗車人員（2005年度）」東日本旅客鉄道。2025年7月15日閲覧。
7. ↑  「JR東日本：各駅の乗車人員（2006年度）」東日本旅客鉄道。2025年7月15日閲覧。
8. ↑  「JR東日本：各駅の乗車人員（2007年度）」東日本旅客鉄道。2025年7月15日閲覧。
9. ↑  「JR東日本：各駅の乗車人員（2008年度）」東日本旅客鉄道。2025年7月15日閲覧。
10. ↑  「JR東日本：各駅の乗車人員（2009年度）」東日本旅客鉄道。2025年7月15日閲覧。
11. ↑  「JR東日本：各駅の乗車人員（2010年度）」東日本旅客鉄道。2025年7月15日閲覧。
12. ↑  「JR東日本：各駅の乗車人員（2011年度）」東日本旅客鉄道。2025年7月15日閲覧。
13. ↑  「JR東日本：各駅の乗車人員（2012年度）」東日本旅客鉄道。2025年7月15日閲覧。
14. ↑  『岩手県統計年鑑（平成27年度）主要駅別JR旅客利用状況』（xlx）（レポート）岩手県。オリジナルの2017年4月14日時点におけるアーカイブ。2024年8月31日閲覧。